# یوبولیاک
یوبولیاک (به لاتین: Yevbulyak) یک منطقهٔ مسکونی در روسیه است که در باشقیرستان واقع شده‌است.